# San Giovanni di Querciola
San Giovanni di Querciola (San Švan in dialetto reggiano) è una frazione del comune italiano di Viano, nella provincia di Reggio Emilia, in Emilia-Romagna.

## Geografia fisica
San Giovanni di Querciola sorge nell'Appennino reggiano, lungo un crinale affacciato sulla vallata del Tresinaro, è compreso tra il monte Predale ad ovest ed il monte del Pilastro ad est. L'abitato, sparso, è formato dalle borgate di Prediera, Caldiano, Cà Maseroli, Cà de Pazzi, Cà de Schiavino, Case Cagni, Predale, Prediera, Pulpiano e Sorriva. San Giovanni di Querciola è situata a 6,5 km dal capoluogo comunale Viano.

## Monumenti e luoghi d'interesse
- Chiesa di San Giovanni, già menzionata in una visita pastorale del 1575, fu ricostruita negli anni sessanta del XVII secolo e rimaneggiata successivamente[2].
- Oratorio di San Siro, situato in posizione isolata su un ripiano argilloso nella vallata del Tresinaro. Già menzionata nell'estimo del 1315, risulta in rovina da una testimonianza del 1584. Ricostruito nel 1672, subì una serie di interventi nella metà del XIX secolo. Danneggiato dal terremoto della Lunigiana del 1920 verrà restaurato e riaperto al pubblico cinque anni dopo[3].

## Infrastrutture e trasporti
San Giovanni di Querciola si sviluppa lungo la strada provinciale 63 che unisce Albinea a Casina.